# Sinfonía n.º 34 (Mozart)

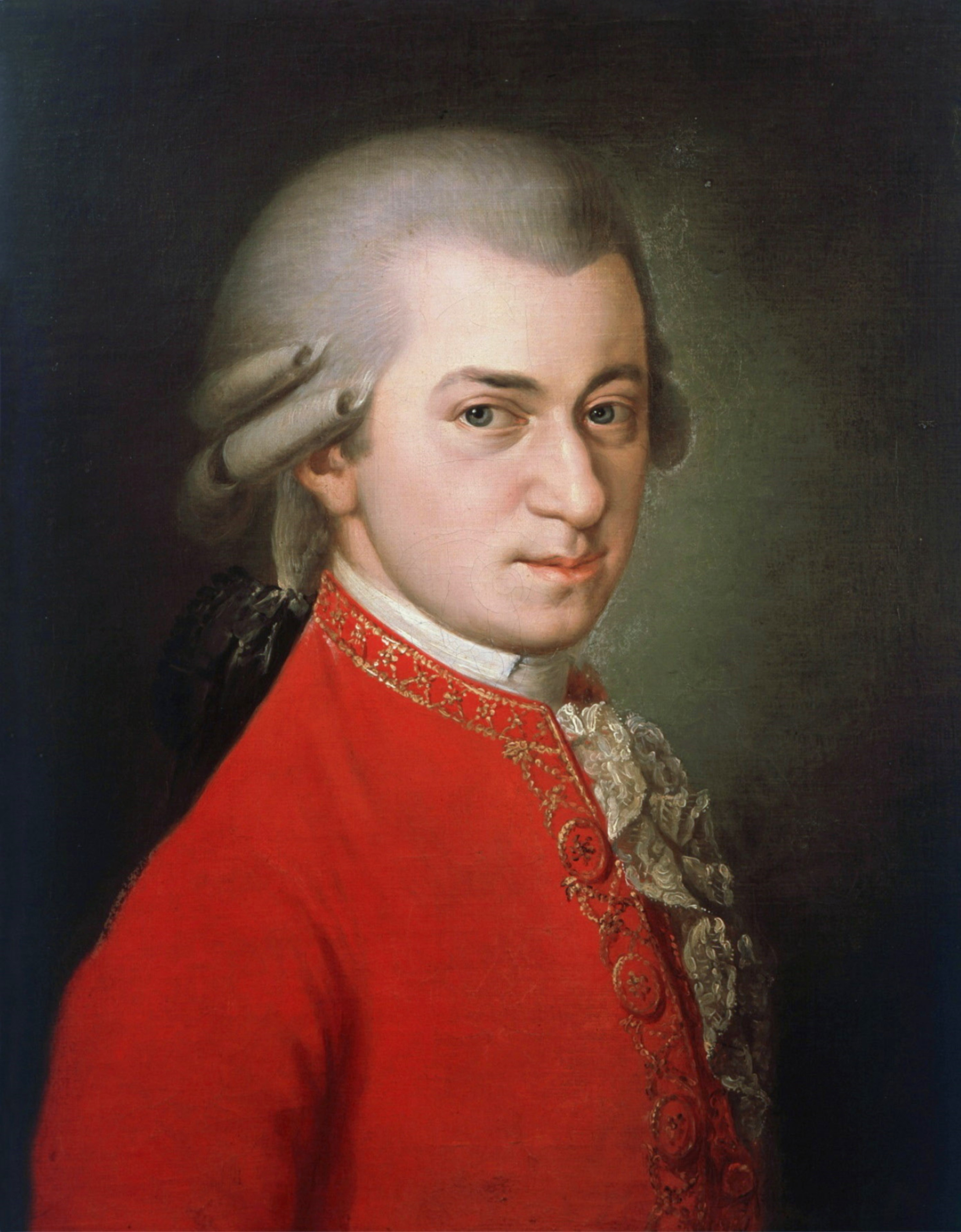
Mozart hacia 1780.

La Sinfonía n.º 34 en do mayor, K. 338 fue compuesta por Wolfgang Amadeus Mozart y fechada el 29 de agosto de 1780, cuando el compositor tenía veinticuatro años.

## Historia

### Contexto

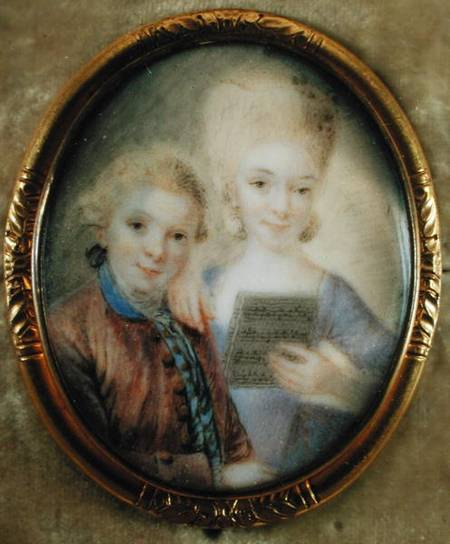
Wolfgang y Nannerl hacia 1763.

La carrera de Mozart como sinfonista había empezado en Londres durante el gran viaje de la familia Mozart por Europa entre junio de 1763 y noviembre de 1766. El padre Leopold Mozart planeó la gira para exhibir a sus prodigiosos hijos, Wolfgang y Nannerl en las principales cortes europeas. En ese tiempo Wolfgang compuso sus primeras obras del género, que tenían una deuda sustancial con las sinfonías de estilo galante italianizante en tres movimientos de Carl Friedrich Abel y Johann Christian Bach; también escuchó las sinfonías de compositores relevantes como Thomas Arne, William Boyce y Giuseppe Sammartini. Posteriormente Leopold y sus hijos pasaron en Viena varios meses de 1768 durante los cuales el joven maestro hizo un esfuerzo consciente por adaptar su estilo sinfónico a los gustos del público vienés, adoptando entre otras cosas la estructura en cuatro movimientos. Una afortunada consecuencia de los largos viajes del compositor en ciernes fue el contacto que le proporcionaron con una generosa muestra representativa de las tradiciones musicales europeas: alemana, británica, francesa e italiana.
El joven compositor y su padre realizaron tres viajes a Italia entre diciembre de 1769 y en mayo de 1773. En este periodo alternó sus visitas con estancias en Salzburgo durante las cuales creó la ópera Mitrídates, rey de Ponto, así como varias sinfonías con apreciable influencia del gusto italiano por la ópera bufa. En 1772 y 1773 el maestro austríaco vivió una etapa de entusiasmo por la escritura sinfónica, produciendo cada año siete nuevas sinfonías (n.º 15 - n.º 27). Después redujo su actividad en este campo y en los dos años siguientes sólo aparecieron tres nuevas piezas del género (n.º 28, 29 y 30).

### Composición
La composición de esta obra se completó el 29 de agosto de 1780 en Salzburgo. Posteriormente fue revisada en 1786. Fue la tercera sinfonía que Mozart escribió al volver a su ciudad natal tras el largo y nefasto viaje a Mannheim y a París, durante el cual falleció su madre y su única producción relevante fue la Sinfonía n.º 31 "París". 
La partitura autógrafa se conserva en la actualidad fragmentada en dos mitades: la primera (ff.1-18) se encuentra en la Biblioteca Nacional de Francia y la segunda (ff.19-28) en la Biblioteca Jagellónica de Cracovia; ambas se pueden consultar online.

### Estreno y publicación
No se sabe con certeza la fecha y el lugar en que tuvo lugar el estreno de la sinfonía.
La primera edición fue llevada a cabo en 1797 por el editor Johann André en Offenbach, que publicó las partes. La partitura completa fue editada en 1880 por Breitkopf & Härtel en Leipzig, que la publicó bajo la denominación Wolfgang Amadeus Mozarts Werke, Serie VIII, No. 34.

## Instrumentación

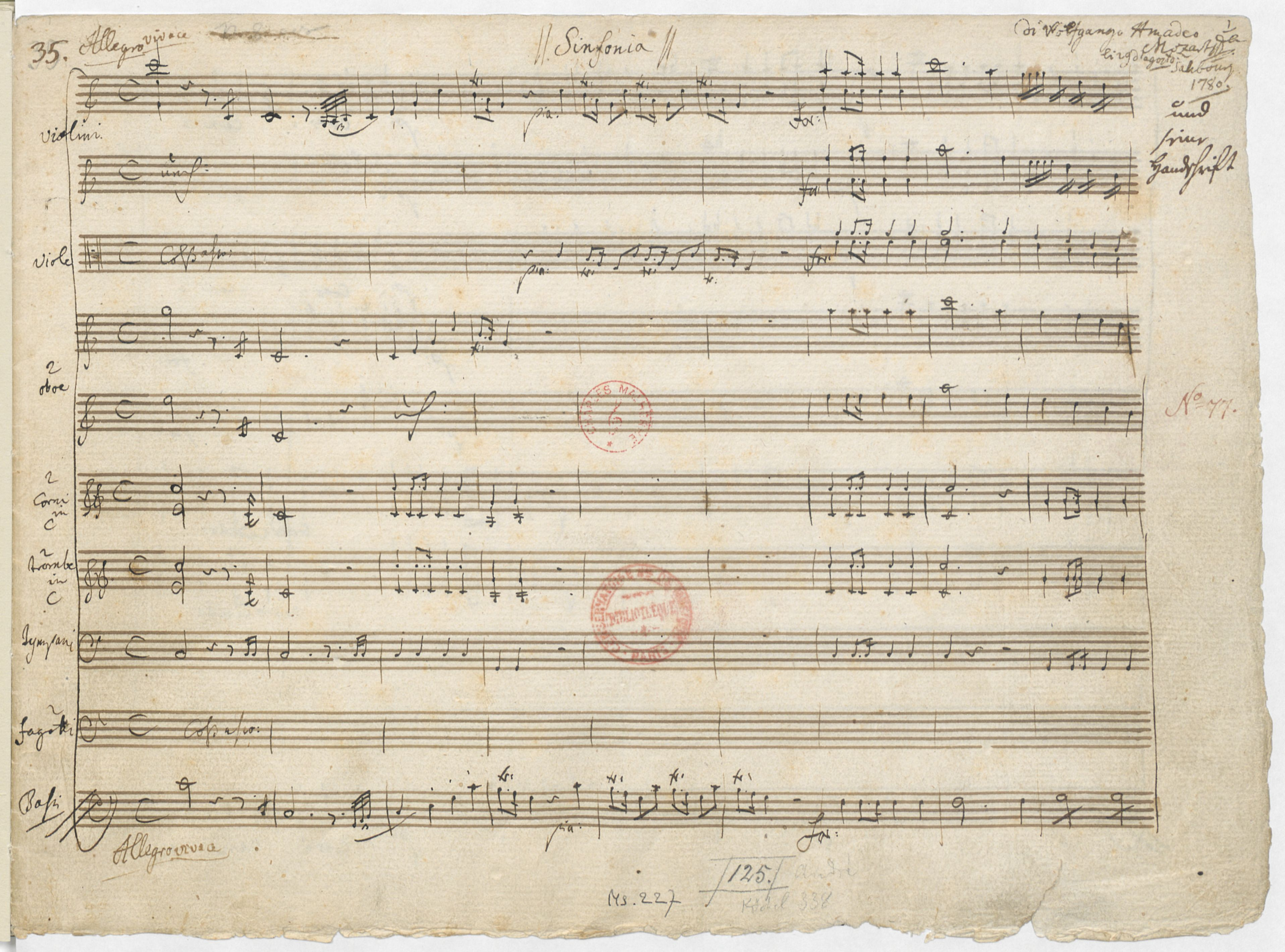
Primera página de la partitura autógrafa.

La partitura está escrita para una orquesta formada por:
- Viento madera: 2 oboes y 2 fagotes.
- Viento metal: 2 trompas en do y 2 trompetas en do.
- Percusión: timbales en do y sol.
- Teclado: [clavecín].
- Cuerda: una sección de cuerdas con 2 violines (primero y segundo), 2 violas, violonchelo y contrabajo.

Cabe destacar la inclusión de dos violas divididas. Es probable que se emplease el clavecín, si estaba presente en la orquesta, para reforzar la línea del bajo.

## Estructura y análisis
La sinfonía consta de cuatro movimientos:
- I. Allegro vivace, en do mayor 4
4
- II. Andante di molto (piuttosto Allegretto), en fa mayor 2
4
- III. Finale. Allegro vivace, en do mayor 6
8

La interpretación de esta obra dura aproximadamente entre 15 y 20 minutos. Aunque la mayor parte de las sinfonías presenta cuatro movimientos, esta tiene sólo tres, lo cual era común en el Clasicismo temprano. Presenta los trompeteos y florituras típicos de una "sinfonía festiva" o "sinfonía de trompetas": las sinfonías austríacas escritas en do mayor. Esta es la primera de las sinfonías en do mayor de Mozart que presenta este carácter, que se observa también en sus dos sinfonías siguientes en esta misma tonalidad: la n.º 36 y 41. Se trata de una de las piezas más seguras y consistentes del compositor de sus últimos años en Salzburgo. Podría decirse que es la más original de las sinfonías mozartianas hasta la fecha, y anticipa sus posteriores y más maduros proyectos en el género.

### I.Allegro vivace
El primer movimiento, Allegro vivace, está escrito en la tonalidad de do mayor, en compás de 4/4 (264 compases) y sigue la forma sonata. El movimiento de apertura aunque es una forma sonata, también contiene muchos rasgos y estilos formales de una obertura italiana. Un rasgo insólito es la ausencia de melodía durante casi 40 compases. En su lugar, Mozart bombardea al oyente con arpegios ascendentes y notas repetidas a ritmo de marcha. Al igual que en la K. 319 y en la anterior Sinfonía nº 31 en re mayor, K. 297, este movimiento carece de la habitual repetición de la exposición, y pasa sin más al desarrollo. No hay repetición de la exposición. La coda exposicional contiene una especie de obertura en crescendo que no se incluye en la recapitulación. El desarrollo en vez de abordar los temas de la exposición, propone nuevo material en la llamativa tonalidad de la bemol mayor, con lo que se crea una intensa y poderosa relación armónica con la dominante justo antes de la recapitulación. La recapitulación se muestra como una "imagen especular" de la exposición, ya que comienza con la resolución del segundo tema y finaliza con el tema principal. La recapitulación del primer tema de la exposición es abreviada e interrumpida por un breve desarrollo del mismo. La coda contiene casi todo el primer tema y da así la apariencia de una recapitulación inversa, que era común en las oberturas italianas.

### II.Andante di molto (più tosto Allegretto)
El segundo movimiento, Andante di molto (piuttosto Allegretto), está en fa mayor y en compás de 2/4 (174 compases). El movimiento lento está escrito solamente para las cuerdas sotto voce, con las violas en divisi, y un fagot que dobla a los violonchelos y contrabajos. Mozart añadió en 1786 la parte para fagot, que había sido escrito originalmente sólo para cuerdas. Se caracteriza por una sensación de reposo, propiciada por la tonalidad de fa mayor y su vínculo relajado con el do mayor del Allegro. La búsqueda de la simetría por parte del compositor queda patente en el contraste entre las formas melódicas del primer tema, una idea ascendente y giratoria con pequeñas pausas, y el segundo, una melodía continua y por lo general descendente. Un breve pasaje de desarrollo, que es en realidad una transición, conecta la exposición con la recapitulación.

### III.Finale. Allegro vivace
El tercer movimiento plantea un problema. Mozart ya había añadido un minueto a su Sinfonía n.º 33 para una representación en el Auergarten de Viena en 1782. Alfred Einstein, célebre estudioso de Mozart, cree que el compositor hizo lo mismo con la n.º 34 y sugirió en la tercera edición del catálogo Köchel que el Minueto sinfónico en do mayor, K. 409, escrito en mayo de 1782 en Viena, fue concebido para ser insertado entre el movimiento lento y el Finale de esta sinfonía. Einstein señala el hecho de que la partitura autógrafa contiene los compases iniciales de un minueto en do mayor, tachados con posterioridad. No obstante, este minueto debía estar en segunda posición y no se parece en nada al K. 409. Además el K. 409 incorpora dos flautas que no están presentes en los demás movimientos de esta sinfonía. Einstein sugiere, sin pruebas concretas, que Mozart añadió flautas a los movimientos restantes, pero ni flautas ni un minueto figuran en las partes orquestales revisadas que Mozart envió al príncipe Fürstenberg en Donaueschingen en el verano de 1786. El controvertido minueto tiene un carácter robusto y asertivo que parece un poco fuera de lugar en esta obra. Tras el cierre de la primera sección con la dominante, la segunda mitad sigue un camino tradicional y se redondea con un retorno completo del material anterior. Un oboe solista toma la iniciativa en la primera parte del trío, mientras que las flautas destacan en la segunda.
El tercer y último movimiento, Finale. Allegro vivace, retoma la tonalidad inicial, el compás es 6/8 (304 compases) y adopta de nuevo la forma sonata. El Finale está impregnado del lenguaje de la ópera bufa italiana en el contexto de un discurso sinfónico. Presenta enérgicos ritmos de tarantela y de saltarello. Tal como ocurre en el movimiento inaugural, el material temático principal no es melódico, sino que se despliega como una serie de ideas más que como verdaderas melodías, en la tónica y la dominante. Su energía, alimentada por su propulsivo ritmo de 6/8, se mantiene intacta desde el primer pulso hasta el final.